# OIP5
OIP5 (англ. Opa interacting protein 5) — білок, який кодується однойменним геном, розташованим у людей на 15-й хромосомі. Довжина поліпептидного ланцюга білка становить 229 амінокислот, а молекулярна маса — 24 691.
| 10         |  | 20         |  | 30         |  | 40         |  | 50         |
| ---------- |  | ---------- |  | ---------- |  | ---------- |  | ---------- |
| MAAQPLRHRS |  | RCATPPRGDF |  | CGGTERAIDQ |  | ASFTTSMEWD |  | TQVVKGSSPL |
| GPAGLGAEEP |  | AAGPQLPSWL |  | QPERCAVFQC |  | AQCHAVLADS |  | VHLAWDLSRS |
| LGAVVFSRVT |  | NNVVLEAPFL |  | VGIEGSLKGS |  | TYNLLFCGSC |  | GIPVGFHLYS |
| THAALAALRG |  | HFCLSSDKMV |  | CYLLKTKAIV |  | NASEMDIQNV |  | PLSEKIAELK |
| EKIVLTHNRL |  | KSLMKILSEV |  | TPDQSKPEN  |  |            |  |            |

A: Аланін

C: Цистеїн

D: Аспарагінова кислота

E: Глутамінова кислота

F: Фенілаланін

G: Гліцин

H: Гістидин

I: Ізолейцин

K: Лізин

L: Лейцин

M: Метіонін

N: Аспарагін

P: Пролін

Q: Глутамін

R: Аргінін

S: Серин

T: Треонін

V: Валін

W: Триптофан

Кодований геном білок за функцією належить до фосфопротеїнів.
Задіяний у таких біологічних процесах, як клітинний цикл, поділ клітини, мітоз.
Білок має сайт для зв'язування з іонами металів, іоном цинку.
Локалізований у ядрі, хромосомах, центромерах.